# Taťjana Providochinová
Taťjana Providochinová (rusky Татья́на Петро́вна Провидо́хина); * 26. března 1953) je bývalá sovětská atletka, mistryně Evropy v běhu na 800 metrů z roku 1978.
Při startu ne evropském šampionátu v Praze byla zároveň členkou stříbrné sovětské štafety na 4 × 400 metrů. Na LOH 1980 v Moskvě získala bronzovou medaili v běhu na 800 metrů.